# Like I Would
Like I Would è un singolo del cantante britannico Zayn, pubblicato l'11 marzo 2016 come secondo estratto dal primo album in studio Mind of Mine.

## Descrizione
Reso disponibile per l'ascolto a partire dal 10 marzo, Like I Would è un brano pop e funk caratterizzato da influenze EDM. Nel brano è stata inoltre evidenziata una ispirazione al brano di The Weeknd, Can't Feel My Face e a diversi lavori di Chris Brown.

## Pubblicazione
Il brano è stato reso disponibile inizialmente per lo streaming a partire dal 10 marzo 2016, venendo pubblicato per il download digitale il giorno seguente in una versione remixata dai The White Panda. Il 24 maggio il singolo è stato diffuso nelle stazioni radiofoniche statunitensi, mentre tre giorni più tardi è stata pubblicata una seconda versione digitale composta da sette remix.

## Tracce
Download digitale – The White Panda Remix
1. Like I Would (The White Panda Remix) – 3:18

Download digitale – The Remixes
1. Like I Would (The White Panda Remix) – 3:18
2. Like I Would (Lenno Remix) – 4:36
3. Like I Would (Sharam Jey Remix) – 4:41
4. Like I Would (Oliver Nelson Remix) – 3:56
5. Like I Would (Dave Audé Mix) – 3:46
6. Like I Would (Rytmeklubben Remix) – 3:22
7. Like I Would (Troyboi Remix) – 3:30

## Classifiche
| Classifica (2016) | Posizione massima |
| ----------------- | ----------------- |
| Australia         | 31                |
| Austria           | 47                |
| Belgio (Fiandre)  | 44                |
| Belgio (Vallonia) | 66                |
| Francia           | 117               |
| Germania          | 79                |
| Irlanda           | 34                |
| Nuova Zelanda     | 38                |
| Paesi Bassi       | 44                |
| Regno Unito       | 30                |
| Svezia            | 39                |
| Svizzera          | 48                |